# Carica parviflora
Carica parviflora là một loài thực vật có hoa trong họ Caricaceae. Loài này được (A.DC.) Solms mô tả khoa học đầu tiên năm 1889.